# Ноель Борші
Ноель Борші (алб. Noel Borshi, 13 лютого 1996) — албанська плавчиня.
Учасниця Олімпійських Ігор 2012 року.